# Abondance (Francja)
Abondance – miejscowość i gmina we Francji, w regionie Owernia-Rodan-Alpy, w departamencie Górna Sabaudia.
Według danych na rok 1990 gminę zamieszkiwało 1251 osób, a gęstość zaludnienia wynosiła 21 osób/km² (wśród 2880 gmin regionu Rodan-Alpy Abondance plasuje się na 663. miejscu pod względem liczby ludności, natomiast pod względem powierzchni na miejscu 47.).

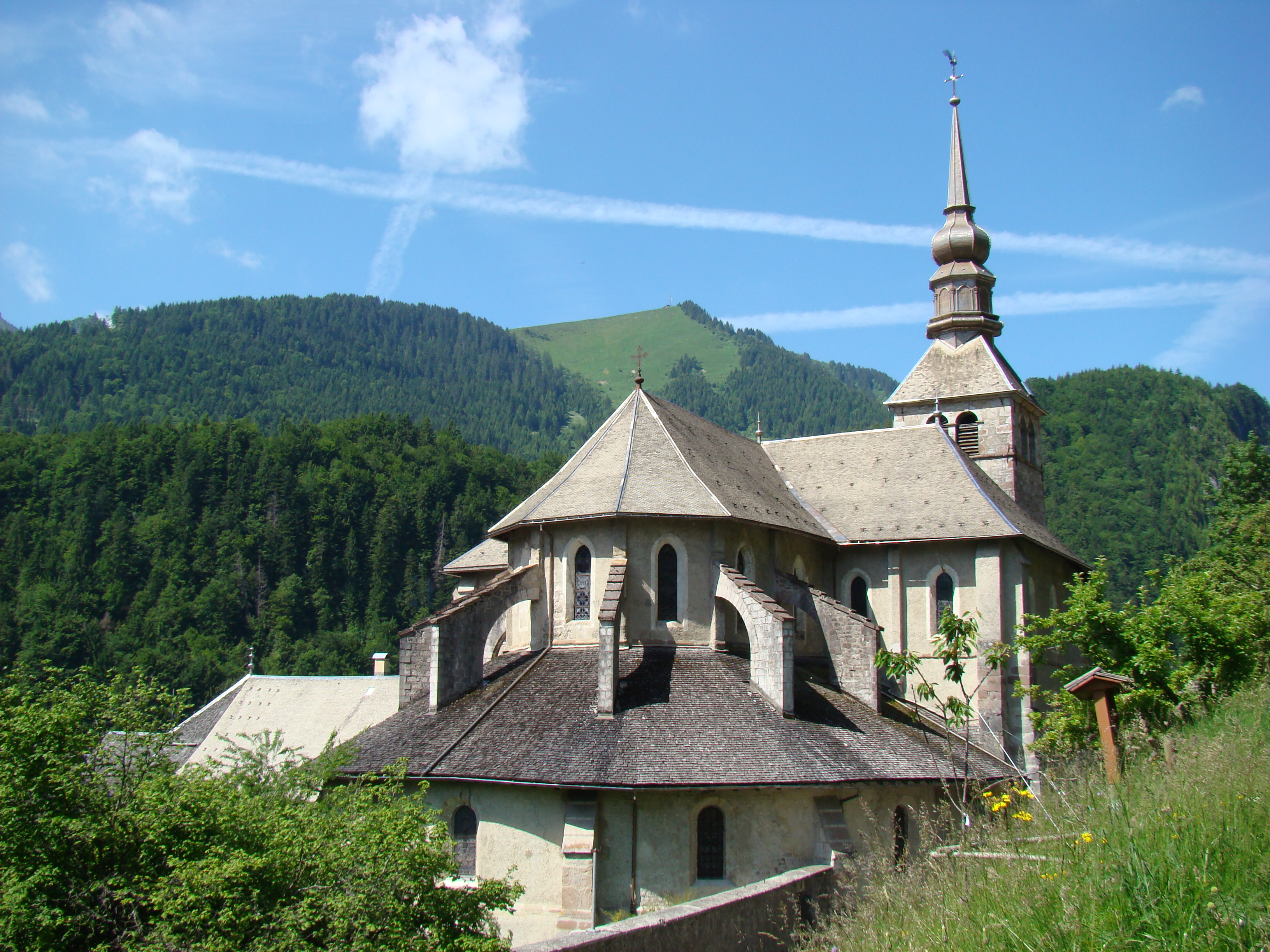
Opactwo, 2009

W Abondance znajduje się średniowieczne opactwo pierwotnie należące do kanoników regularnych.

## Współpraca
Miejscowość partnerska:
- Courcelles, Belgia